# Limnophila brachyptera
Limnophila brachyptera là một loài ruồi trong họ Limoniidae. Chúng phân bố ở miền Australasia.